# The Forever Purge
The Forever Purge is een Amerikaanse actiehorrorfilm uit 2021, geregisseerd door Everardo Gout en geschreven en mede geproduceerd door James DeMonaco. De hoofdrollen worden vertolkt door Ana de la Reguera, Tenoch Huerta, Josh Lucas, Cassidy Freeman, Leven Rambin, Alejandro Edda en Will Patton. De film is het vijfde en laatste deel uit de Purge-franchise en is een direct vervolg op The Purge: Election Year uit 2016.

## Verhaal
Het verhaal speelt zich af na de presidentverkiezingen uit The Purge: Election Year. Een koppel vlucht van een drugskartel en strand op een ranch in Texas waar zij in aanmerking komen met enkele aanhangers van de Purge.

## Rolverdeling
| Acteur            | Personage              |
| ----------------- | ---------------------- |
| Ana de la Reguera | Adela                  |
| Tenoch Huerta     | Juan                   |
| Josh Lucas        | Dylan Tucker           |
| Cassidy Freeman   | Emma Kate Tucker       |
| Leven Rambin      | Maisie Doyle           |
| Alejandro Edda    | Trinidad "T.T." Toledo |
| Will Patton       | Caleb Tucker           |
| Veronica Falcón   | Lydia                  |
| Sammi Rotibi      | Darius                 |

## Productie

### Ontwikkeling
In mei 2019 maakte Universal Pictures bekend dat een vijfde en laatste deel van de Purge-franchise in ontwikkeling was. Enkele maanden werd bevestigd dat Everardo Gout de regierol op zich zou nemen. Jason Blum en Michael Bay keren in het vijfde deel terug als producent.

### Casting
In oktober 2019 raakte de casting van Ana de la Reguera bekend. Een maand later werden Tenoch Huerta, Will Patton en Cassidy Freeman toegevoegd aan de cast.  In januari 2020 werd Leven Rambin gecast.

### Opnames
De opnames gingen in november 2019 van start in San Diego County. Daarnaast werd er onder meer gefilmd in Pomona en Ontario in Californië.

## Release en ontvangst
De Amerikaanse première van The Forever Purge is gepland voor 2 juli 2021. The Forever Purge was oorspronkelijk gepland voor 10 juli 2020, maar door de coronapandemie werd de release in de loop van 2020 met een jaar uitgesteld. In Nederland wordt de film op 1 juli 2021 uitgebracht.
Op Rotten Tomatoes heeft The Forever Purge een waarde van 46% en een gemiddelde score van 5,3/10, gebaseerd op 109 recensies. Op Metacritic heeft de film een gemiddelde score van 54/100, gebaseerd op 29 recensies.